# Pseudexostoma longipterus
 Pseudexostoma longipterus és una espècie de peix de la família dels sisòrids i de l'ordre dels siluriformes.

## Morfologia
- Els mascles poden assolir 9,9 cm de longitud total.[5]

## Hàbitat
És un peix d'aigua dolça i de clima temperat.

## Distribució geogràfica
Es troba a Àsia: conca del riu Salween.